# كود بلاك (مسلسل تلفزيوني)
كود بلاك هو مسلسل تلفزيوني درامي طبي أمريكي أنشأه مايكل سيتزمان وعرض لأول مرة على شبكةسي بي اس في 30 سبتمبر 2015. 

## القصة
يركز المسلسل على مستشفى أنجلز التذكاري الخيالي، حيث يجب على أربعة من طلاب السنة الأولى وزملائهم أن يخدموا المرضى بسبب نقص الموظفين في غرفة الطوارىْ، بالإضافة إلى الإزدحام و النقص في المعدات اللازمة. 

## الممثلين
- مارسيا غاي هاردن بدور الدكتورة لين روريش.
- رضا جافري  [لغات أخرى]‏ بدور الدكتور نيل هدسون.
- بوني سوميرفيل كالدكتورة كريستا لورنسون.
- ميلاني شاندرا بدور الدكتورة مالايا بينيدا.
- لويس غوزمان بدور جيسي سالاندر.
- بوريس كودجو بدور الدكتور ويل كامبيل
- روب لوو بدور الدكتور إيثان ويلز
- مون بلودغود بدور روكس فالينزويلا

## الإستقبال

### التقيمات
| الموسم | موعد العرض(ET)       | الحلقات | الإفتتاحية                  | الإفتتاحية            | الختامية       | الختامية              | الموسم  | الترتيب |       |
| الموسم | موعد العرض(ET)       | الحلقات | التاريخ                     | المشاهدين (بالملايين) | التاريخ        | المشاهدين (بالملايين) | الموسم  | الترتيب |       |
| ------ | -------------------- | ------- | --------------------------- | --------------------- | -------------- | --------------------- | ------- | ------- | ----- |
| 1      | الأربعاء 10:00 مساءاً | 18      | 30 سبتمبر 2015 (2015-09-30) | 8.58                  | 24 فبراير 2016 | 6.91                  | 2015–16 | 34      | 10.17 |
| 2      | الأربعاء 10:00 مساءاً | 16      | 28 سبتمبر 2016 (2016-09-28) | 6.37                  | 8 فبراير 2017  | 6.07                  | 2016–17 | 31      | 9.23  |

## وصلات خارجية
- الموقع الرسمي
- كود بلاك على موقع IMDb (الإنجليزية)
- كود بلاك على موقع ميتاكريتيك (الإنجليزية)
- كود بلاك على موقع روتن توميتوز (الإنجليزية)
- كود بلاك على موقع فيلمافينيتي (الإسبانية)
- كود بلاك على موقع كينوبويسك (الروسية)
- كود بلاك على موقع ألو سيني (الفرنسية)
- كود بلاك على موقع قاعدة بيانات الفيلم (الإنجليزية)